# Värssu
Värssu is een plaats in de Estlandse gemeente Hiiumaa, provincie Hiiumaa. De plaats heeft de status van dorp (Estisch: küla).
Tot in oktober 2017 behoorde Värssu tot de gemeente Pühalepa. In die maand werd de fusiegemeente Hiiumaa gevormd, waarin Pühalepa opging.

## Bevolking
Het dorp had 10 inwoners op 31 december 2011 en 16 inwoners op 31 december 2021.

## Ligging
De plaats ligt aan de Hellamaabaai aan de oostkant van het eiland Hiiumaa. De Tugimaantee 80, de secundaire weg van Heltermaa via Kärdla naar Luidja, loopt langs Värssu.

## Geschiedenis
Värssu werd voor het eerst vermeld in 1688 als de boerderijen Werßi Jörgen en Werßi Hinrich. In 1782 heette het dorp Werso. Het lag op het landgoed Großenhof (Suuremõisa).
Tussen 1977 en 1997 maakten de buurdorpen Hagaste en Puliste deel uit van Värssu.